# رونار كارلسون
رونار كارلسون هو سياسي فنلندي، ولد في 3 يونيو 1953 في جومالا ‏ في فنلندا.